# Séries éliminatoires de la Coupe Stanley 1984
Année précédente Année suivante
Les séries éliminatoires de la Coupe Stanley 1984 font suite à la saison 1983-1984 de la Ligue nationale de hockey. Les Oilers d'Edmonton remportent le trophée en battant en finale les Islanders de New York sur le score de 4 matchs à 1.

## Tableau récapitulatif
|  | Demi-finales de division     | Demi-finales de division | Demi-finales de division |   |                          | Finales de division      | Finales de division | Finales de division |  |    | Finales d'association    | Finales d'association | Finales d'association |  |    | Finale de la Coupe Stanley | Finale de la Coupe Stanley | Finale de la Coupe Stanley |
|  |                              |                          |                          |   |                          |                          |                     |                     |  |    |                          |                       |                       |  |    |                            |                            |                            |
|  | A1                           | Bruins de Boston         | 0                        |   |                          |                          |                     |                     |  |    |                          |                       |                       |  |    |                            |                            |                            |
|  | A4                           | Canadiens de Montréal    | 3                        |   |                          |                          |                     |                     |  |    |                          |                       |                       |  |    |                            |                            |                            |
|  | A4                           | Canadiens de Montréal    | 3                        |   | A4                       | Canadiens de Montréal    | 4                   |                     |  |    |                          |                       |                       |  |    |                            |                            |                            |
|  |                              |                          |                          |   | A4                       | Canadiens de Montréal    | 4                   |                     |  |    |                          |                       |                       |  |    |                            |                            |                            |
|  |                              | A3                       | Nordiques de Québec      | 2 |                          |                          |                     |                     |  |    |                          |                       |                       |  |    |                            |                            |                            |
|  | A2                           | A3                       | Nordiques de Québec      | 2 | Sabres de Buffalo        | 0                        |                     |                     |  |    |                          |                       |                       |  |    |                            |                            |                            |
|  | A2                           |                          |                          |   | Sabres de Buffalo        | 0                        |                     |                     |  |    |                          |                       |                       |  |    |                            |                            |                            |
|  | A3                           | Nordiques de Québec      | 3                        |   |                          |                          |                     |                     |  |    |                          |                       |                       |  |    |                            |                            |                            |
|  | A3                           | Nordiques de Québec      | 3                        |   |                          |                          |                     |                     |  | A4 | Canadiens de Montréal    | 2                     |                       |  |    |                            |                            |                            |
|  | Association Prince de Galles |                          |                          |   |                          |                          |                     |                     |  | A4 | Canadiens de Montréal    | 2                     |                       |  |    |                            |                            |                            |
|  |                              | P1                       | Islanders de New York    | 4 |                          |                          |                     |                     |  |    |                          |                       |                       |  |    |                            |                            |                            |
|  | P1                           | P1                       | Islanders de New York    | 4 | Islanders de New York    | 3                        |                     |                     |  |    |                          |                       |                       |  |    |                            |                            |                            |
|  | P1                           |                          |                          |   | Islanders de New York    | 3                        |                     |                     |  |    |                          |                       |                       |  |    |                            |                            |                            |
|  | P4                           | Rangers de New York      | 2                        |   |                          |                          |                     |                     |  |    |                          |                       |                       |  |    |                            |                            |                            |
|  | P4                           | Rangers de New York      | 2                        |   | P1                       | Islanders de New York    | 4                   |                     |  |    |                          |                       |                       |  |    |                            |                            |                            |
|  |                              |                          |                          |   | P1                       | Islanders de New York    | 4                   |                     |  |    |                          |                       |                       |  |    |                            |                            |                            |
|  |                              | P2                       | Capitals de Washington   | 2 |                          |                          |                     |                     |  |    |                          |                       |                       |  |    |                            |                            |                            |
|  | P2                           | P2                       | Capitals de Washington   | 2 | Capitals de Washington   | 3                        |                     |                     |  |    |                          |                       |                       |  |    |                            |                            |                            |
|  | P2                           |                          |                          |   | Capitals de Washington   | 3                        |                     |                     |  |    |                          |                       |                       |  |    |                            |                            |                            |
|  | P3                           | Flyers de Philadelphie   | 0                        |   |                          |                          |                     |                     |  |    |                          |                       |                       |  |    |                            |                            |                            |
|  | P3                           | Flyers de Philadelphie   | 0                        |   |                          |                          |                     |                     |  |    |                          |                       |                       |  | P1 | Islanders de New York      | 1                          |                            |
|  |                              |                          |                          |   |                          |                          |                     |                     |  |    |                          |                       |                       |  | P1 | Islanders de New York      | 1                          |                            |
|  |                              | S1                       | Oilers d'Edmonton        | 4 |                          |                          |                     |                     |  |    |                          |                       |                       |  |    |                            |                            |                            |
|  | N1                           | S1                       | Oilers d'Edmonton        | 4 | North Stars du Minnesota | 3                        |                     |                     |  |    |                          |                       |                       |  |    |                            |                            |                            |
|  | N1                           |                          |                          |   | North Stars du Minnesota | 3                        |                     |                     |  |    |                          |                       |                       |  |    |                            |                            |                            |
|  | N4                           | Black Hawks de Chicago   | 2                        |   |                          |                          |                     |                     |  |    |                          |                       |                       |  |    |                            |                            |                            |
|  | N4                           | Black Hawks de Chicago   | 2                        |   | N1                       | North Stars du Minnesota | 4                   |                     |  |    |                          |                       |                       |  |    |                            |                            |                            |
|  |                              |                          |                          |   | N1                       | North Stars du Minnesota | 4                   |                     |  |    |                          |                       |                       |  |    |                            |                            |                            |
|  |                              | N2                       | Blues de Saint-Louis     | 3 |                          |                          |                     |                     |  |    |                          |                       |                       |  |    |                            |                            |                            |
|  | N2                           | N2                       | Blues de Saint-Louis     | 3 | Blues de Saint-Louis     | 3                        |                     |                     |  |    |                          |                       |                       |  |    |                            |                            |                            |
|  | N2                           |                          |                          |   | Blues de Saint-Louis     | 3                        |                     |                     |  |    |                          |                       |                       |  |    |                            |                            |                            |
|  | N3                           | Red Wings de Détroit     | 1                        |   |                          |                          |                     |                     |  |    |                          |                       |                       |  |    |                            |                            |                            |
|  | N3                           | Red Wings de Détroit     | 1                        |   |                          |                          |                     |                     |  | N1 | North Stars du Minnesota | 0                     |                       |  |    |                            |                            |                            |
|  | Association Campbell         |                          |                          |   |                          |                          |                     |                     |  | N1 | North Stars du Minnesota | 0                     |                       |  |    |                            |                            |                            |
|  |                              | S1                       | Oilers d'Edmonton        | 4 |                          |                          |                     |                     |  |    |                          |                       |                       |  |    |                            |                            |                            |
|  | S1                           | S1                       | Oilers d'Edmonton        | 4 | Oilers d'Edmonton        | 3                        |                     |                     |  |    |                          |                       |                       |  |    |                            |                            |                            |
|  | S1                           |                          |                          |   | Oilers d'Edmonton        | 3                        |                     |                     |  |    |                          |                       |                       |  |    |                            |                            |                            |
|  | S4                           | Jets de Winnipeg         | 1                        |   |                          |                          |                     |                     |  |    |                          |                       |                       |  |    |                            |                            |                            |
|  | S4                           | Jets de Winnipeg         | 1                        |   | S1                       | Oilers d'Edmonton        | 4                   |                     |  |    |                          |                       |                       |  |    |                            |                            |                            |
|  |                              |                          |                          |   | S1                       | Oilers d'Edmonton        | 4                   |                     |  |    |                          |                       |                       |  |    |                            |                            |                            |
|  |                              | S2                       | Flames de Calgary        | 3 |                          |                          |                     |                     |  |    |                          |                       |                       |  |    |                            |                            |                            |
|  | S2                           | S2                       | Flames de Calgary        | 3 | Flames de Calgary        | 3                        |                     |                     |  |    |                          |                       |                       |  |    |                            |                            |                            |
|  | S2                           |                          |                          |   | Flames de Calgary        | 3                        |                     |                     |  |    |                          |                       |                       |  |    |                            |                            |                            |
|  | S3                           | Canucks de Vancouver     | 1                        |   |                          |                          |                     |                     |  |    |                          |                       |                       |  |    |                            |                            |                            |

## Détails des matchs

### Demi-finales de division

#### Boston contre Montréal
| 4 avril | Bruins de Boston | 1-2 | Canadiens de Montréal |  |

| 5 avril | Bruins de Boston | 1-3 | Canadiens de Montréal |  |

| 7 avril | Canadiens de Montréal | 5-0 | Bruins de Boston |  |

#### Buffalo contre Québec
| 4 avril | Sabres de Buffalo | 2-3 | Nordiques de Québec |  |

| 5 avril | Sabres de Buffalo | 2-6 | Nordiques de Québec |  |

| 7 avril | Nordiques de Québec | 4-1 | Sabres de Buffalo |  |

#### Islanders de New York contre Rangers de New York
| 4 avril | Islanders de New York | 4-1 | Rangers de New York |  |

| 5 avril | Islanders de New York | 0-3 | Rangers de New York |  |

| 7 avril | Rangers de New York | 7-2 | Islanders de New York |  |

| 8 avril | Rangers de New York | 1-4 | Islanders de New York |  |

| 10 avril | Islanders de New York | 3-2 (pr) | Rangers de New York |  |

#### Washington contre Philadelphie
| 4 avril | Capitals de Washington | 4-2 | Flyers de Philadelphie |  |

| 5 avril | Capitals de Washington | 6-2 | Flyers de Philadelphie |  |

| 7 avril | Flyers de Philadelphie | 1-5 | Capitals de Washington |  |

#### Minnesota contre Chicago
| 4 avril | North Stars du Minnesota | 1-3 | Black Hawks de Chicago |  |

| 5 avril | North Stars du Minnesota | 6-5 | Black Hawks de Chicago |  |

| 7 avril | Black Hawks de Chicago | 1-4 | North Stars du Minnesota |  |

| 8 avril | Black Hawks de Chicago | 4-3 | North Stars du Minnesota |  |

| 10 avril | North Stars du Minnesota | 4-1 | Black Hawks de Chicago |  |

#### Saint-Louis contre Détroit
| 4 avril | Blues de Saint-Louis | 3-2 | Red Wings de Détroit |  |

| 5 avril | Blues de Saint-Louis | 3-5 | Red Wings de Détroit |  |

| 7 avril | Red Wings de Détroit | 3-4 (2 pr) | Blues de Saint-Louis |  |

| 8 avril | Red Wings de Détroit | 2-3 (pr) | Blues de Saint-Louis |  |

#### Edmonton contre Winnipeg
| 4 avril | Oilers d'Edmonton | 9-2 | Jets de Winnipeg |  |

| 5 avril | Oilers d'Edmonton | 5-4 (pr) | Jets de Winnipeg |  |

| 7 avril | Jets de Winnipeg | 1-4 | Oilers d'Edmonton |  |

#### Calgary contre Vancouver
| 4 avril | Flames de Calgary | 5-3 | Canucks de Vancouver |  |

| 5 avril | Flames de Calgary | 4-2 | Canucks de Vancouver |  |

| 7 avril | Canucks de Vancouver | 7-0 | Flames de Calgary |  |

| 8 avril | Canucks de Vancouver | 1-5 | Flames de Calgary |  |

### Finales de division

#### Québec contre Montréal
| 12 avril | Nordiques de Québec | 4-2 | Canadiens de Montréal |  |

| 13 avril | Nordiques de Québec | 1-4 | Canadiens de Montréal |  |

| 15 avril | Canadiens de Montréal | 2-1 | Nordiques de Québec |  |

| 16 avril | Canadiens de Montréal | 3-4 (pr) | Nordiques de Québec |  |

| 18 avril | Nordiques de Québec | 0-4 | Canadiens de Montréal |  |

| 20 avril | Canadiens de Montréal | 5-3 (0-1, 0-0, 5-2) | Nordiques de Québec | Forum de Montréal 18 090 spectateurs |

| Feuille de match | Feuille de match | Feuille de match                | Feuille de match | Feuille de match       |
| ---------------- | --- | ------------------------------- | --- | ---------------------- |
|                  | S. Shutt (B. Smith, P. Mondou) — 6 min 23 s S. Shutt (M. Näslund) — 9 min 11 s R.Green (B. Smith) — 12 min 14 s J. Chabot (G. Lafleur, M. Näslund) — 13 min 27 s G. Carbonneau (R. Walter) — 14 min 28 s | 0-1 0-2 1-2 2-2 3-2 4-2 5-2 5-3 | P. Šťastný (J.-F. Sauvé, A. Šťastný) — 5 min 12 s (SN) M. Goulet — 2 min 2 s (SN) W. Paiement (J.-F. Sauvé, A. Côté) — 16 min 51 s | Arbitrage : Bruce Hood |
| Dan Bouchard     | Gardiens | Steve Penney                    | | Arbitrage : Bruce Hood |
|                  | |                                 | | Arbitrage : Bruce Hood |
|                  | |                                 | | Arbitrage : Bruce Hood |

#### Islanders de New York contre Washington
| 12 avril | Islanders de New York | 2-3 | Capitals de Washington |  |

| 13 avril | Islanders de New York | 5-4 (pr) | Capitals de Washington |  |

| 15 avril | Capitals de Washington | 1-3 | Islanders de New York |  |

| 16 avril | Capitals de Washington | 2-5 | Islanders de New York |  |

| 18 avril | Islanders de New York | 5-3 | Capitals de Washington |  |

#### Minnesota contre Saint-Louis
| 12 avril | North Stars du Minnesota | 2-1 | Blues de Saint-Louis |  |

| 13 avril | North Stars du Minnesota | 3-4 (pr) | Blues de Saint-Louis |  |

| 15 avril | Blues de Saint-Louis | 3-1 | North Stars du Minnesota |  |

| 16 avril | Blues de Saint-Louis | 2-3 | North Stars du Minnesota |  |

| 18 avril | North Stars du Minnesota | 6-0 | Blues de Saint-Louis |  |

| 20 avril | Blues de Saint-Louis | 4-0 | North Stars du Minnesota |  |

| 22 avril | North Stars du Minnesota | 4-3 (pr) | Blues de Saint-Louis |  |

#### Edmonton contre Calgary
| 12 avril | Oilers d'Edmonton | 5-2 | Flames de Calgary |  |

| 13 avril | Oilers d'Edmonton | 5-6 (pr) | Flames de Calgary |  |

| 15 avril | Flames de Calgary | 2-3 | Oilers d'Edmonton |  |

| 16 avril | Flames de Calgary | 3-5 | Oilers d'Edmonton |  |

| 18 avril | Oilers d'Edmonton | 4-5 | Flames de Calgary |  |

| 20 avril | Flames de Calgary | 5-4 (pr) | Oilers d'Edmonton |  |

| 22 avril | Oilers d'Edmonton | 7-4 | Flames de Calgary |  |

### Finales d'association

#### Montréal contre Islanders de New York
| 24 avril | Canadiens de Montréal | 3-0 | Islanders de New York |  |

| 26 avril | Canadiens de Montréal | 4-2 | Islanders de New York |  |

| 28 avril | Islanders de New York | 5-2 | Canadiens de Montréal |  |

| 1 mai | Islanders de New York | 3-1 | Canadiens de Montréal |  |

| 3 mai | Canadiens de Montréal | 1-3 | Islanders de New York |  |

| 5 mai | Islanders de New York | 4-1 | Canadiens de Montréal |  |

#### Edmonton contre Minnesota
| 24 avril | Oilers d'Edmonton | 7-1 | North Stars du Minnesota |  |

| 26 avril | Oilers d'Edmonton | 4-3 | North Stars du Minnesota |  |

| 28 avril | North Stars du Minnesota | 5-8 | Oilers d'Edmonton |  |

| 1 mai | North Stars du Minnesota | 1-3 | Oilers d'Edmonton |  |

### Finale de la Coupe Stanley
| 10 mai | Islanders de New York | 0-1 | Oilers d'Edmonton |  |

| 12 mai | Islanders de New York | 6-1 | Oilers d'Edmonton |  |

| 15 mai | Oilers d'Edmonton | 7-2 | Islanders de New York |  |

| 17 mai | Oilers d'Edmonton | 7-2 | Islanders de New York |  |

| 19 mai | Oilers d'Edmonton | 5-2 | Islanders de New York |  |

Edmonton gagne la série 4 matchs à 1 et la Coupe Stanley mettant fin ainsi à la domination des Islanders de New York vainqueurs des quatre éditions précédentes. Mark Messier remporte le trophée Conn-Smythe.